# Prémios do Cinema Europeu de 1995
A 8ª Edição dos Prémios do Cinema Europeu (em inglês: 8th European Film Awards) foi apresentada no dia 27 de novembro de 1995. Esta edição ocorreu em Berlim, Alemanha.

## Vencedores e nomeados
A cor de fundo       indica os vencedores.

### Melhor filme
| Filme                    | Título no Brasil    | Título em Portugal    | Diretor/Realizador | Produção (país) |
| ------------------------ | ------------------- | --------------------- | ------------------ | --------------- |
| Land and Freedom         | Terra e Liberdade   | Terra e Liberdade     | Ken Loach          | Reino Unido     |
| Les Rendez-vous de Paris |                     | Os Encontros de Paris | Éric Rohmer        | França          |
| To Vlemma tou Odyssea    | Um Olhar a Cada Dia | O Olhar de Ulisses    | Theo Angelopoulos  | Grécia          |

### Melhor primeiro filme
| Filme          | Título no Brasil     | Título em Portugal | Diretor/Realizador   | Produção (país) |
| -------------- | -------------------- | ------------------ | -------------------- | --------------- |
| La haine       | O Ódio               | O Ódio             | Mathieu Kassovitz    | França          |
| Butterfly Kiss | O Beijo da Borboleta |                    | Michael Winterbottom | Reino Unido     |
| Der Totmacher  | O Assassino          |                    | Romuald Karmakar     | Alemanha        |

### Melhor documentário
- Jens Meurer

### Prémio FIPRESCI
| Filme                 | Título no Brasil    | Título em Portugal | Diretor/Realizador | Produção (país) |
| --------------------- | ------------------- | ------------------ | ------------------ | --------------- |
| To Vlemma tou Odyssea | Um Olhar a Cada Dia | O Olhar de Ulisses | Theo Angelopoulos  | Grécia          |

### Prémio de carreira
- Marcel Carné

## Netografia
- «Vencedores dos EFA 1995» (em inglês)
- «Nomeados para os EFA 1995» (em inglês)